# Anke Schlimm
Anke Schlimm (* 12. November 1962 in Troisdorf) ist eine deutsche Diplomatin. Seit 2025 ist sie Leiterin des deutschen Vertretungsbüros Ramallah. Zuvor war sie von 2021 bis 2025 deutsche Botschafterin in Zypern.

## Werdegang
Nach dem Abitur (1981) studierte Anke Schlimm Rechtswissenschaft in Bonn, Genf und Freiburg und legte das zweite juristische Staatsexamen 1991 in Berlin ab.
Von 1993 bis 1994 absolvierte sie die Attachéausbildung in Bonn und hatte, nach einer ersten Verwendung im Referat Abrüstung und Rüstungskontrolle des Auswärtigen Amts in Bonn, ihren ersten Auslandseinsatz von 1995 bis 1998 im Referat Politik der Botschaft Pretoria (Südafrika). 1998 wechselte sie an das Deutsche Generalkonsulat Hongkong und war dort bis 2002 im Kultur- und Pressereferat tätig. Auf einen Einsatz im Referat Internationales Strafrecht im Auswärtigen Amt folgte von 2005 bis 2009 eine Verwendung als Leiterin des Rechts- und Konsularreferats der Botschaft Tel Aviv.
Von 2009 bis 2013 war sie stellvertretende Leiterin des Referats Entwicklungspolitik im Auswärtigen Amt, danach Leiterin des Rechts- und Konsularreferats der Botschaft Peking und von 2015 bis 2021 wiederum im Auswärtigen Amt tätig, zunächst als Referatsleiterin Internationales Strafrecht und ab 2020 als Referatsleiterin Bürgerdialog und Öffentlichkeitsarbeit.
Im August 2021 wurde sie zur Botschafterin in Nikosia/Zypern ernannt und überreichte ihr Beglaubigungsschreiben am 27. August 2021 an den Präsidenten der Republik Zypern, Nicos Anastasiades.
Seit 2025 bekleidet Schlimm das Amt der Leiterin des deutschen Vertretungsbüro in Ramallah, das in den Palästinensischen Autonomiegebieten im Westjordanland liegt.